# 漲水御嶽

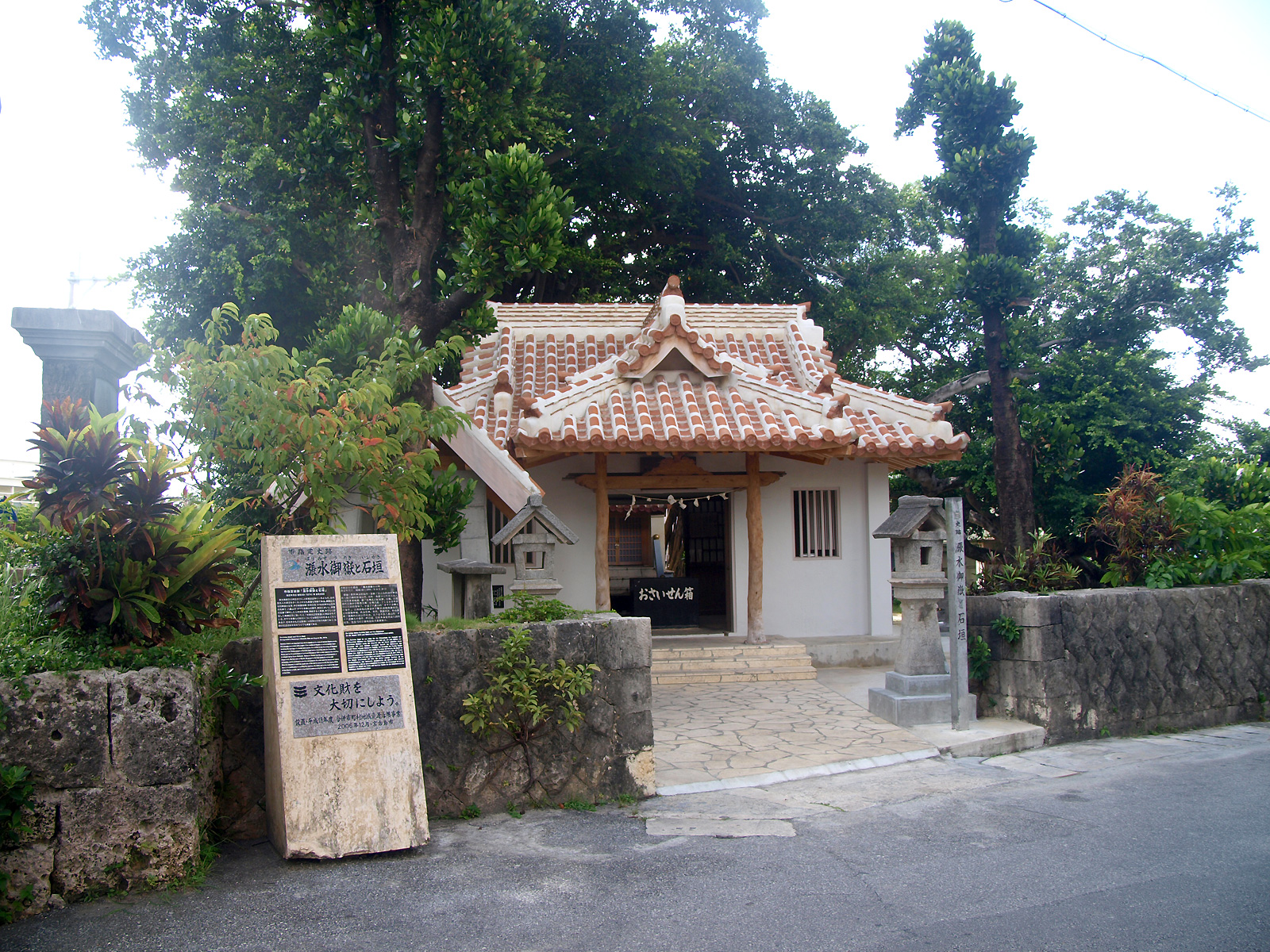
漲水御嶽

漲水御嶽（はりみずうたき、宮古方言：ぴゃるみずうたき）は、沖縄県宮古島市平良字西里にある御嶽。別名「ツカサヤー」。
座標: 北緯24度48分26.49秒 東経125度16分46.58秒 / 北緯24.8073583度 東経125.2796056度

## 概要
古意角（コイツノ）と姑依玉（コイタマ）の男女二神を祀る。琉球王国建国（1429年）以前から信仰を集めている御嶽であり、宮古島の創生神話をはじめとする多くの神話と伝説の舞台でもある。

## 由来、伝説

### 創世神話
宮古島が作られた後、天より、古意角（恋角）という神と姑依玉（恋玉）という女神が、多くの神々を従え漲水に降り立った。人間と天地の万物一切を作ったあと天に戻った。ここに御嶽を立ててよく拝み、島は大いに賑わい栄えたと言う伝説である。。

### 人蛇婚伝説
平良の住屋に貴人の夫婦が住んでいたが子供がなかったため、授かるよう天に祈ったところ、美しい娘を授かる。若くして身籠ったため両親が問うと、若い男が毎晩夜這いで閨を訪れていたと言う。父が男の居場所を突き止めると、それは漲水のイベ（御嶽の中心部）の洞窟の中に居た大蛇であった。
その晩、身籠った娘の夢枕に大蛇が現れた。大蛇は自らを古意角、島立の神と名乗り、島の守り神を造るために娘のもとに来たと言う。娘は三人の娘を産むので三歳になった時、御嶽に連れてくるように大蛇は告げた。
果たして娘は大蛇の言う通り三人の娘子を産んだ。子供らが三歳になり、御嶽に連れて行くが大蛇の恐ろしさに母は逃げ帰った。子供達は大蛇を恐れる事なくそれぞれ首、胴、尾に抱き付くと、大蛇は涙を流して喜び、子供達を島の守り神に変え御嶽の中へと姿を消した。大蛇（古意角）は光を放ちながら天に昇っていった。

### 書誌
18世紀中頃にまとめられた『宮古島記事仕次』という宮古島の神話・伝説と昔話をまとめた本によれば、地上の守護神となることを古意角が天帝に願い出ると、天帝はこれを祝福し、天の岩戸の先端を折って大海に投げ入れ宮古島を作ったという。その後、古意角は姑依玉という女神を伴い現在御嶽のある地に降臨し多くの神々を産み育て、そして人々が繁栄を得た、と記されている。

## 沿革
『忠導氏本宗家譜』によれば、南側の石垣は、1500年のオヤケアカハチの乱に際して、仲宗根豊見親が、神霊の加護でオヤケアカハチを征討した暁には神域を整備することを警願し、戦に勝利した後に築いたものとされる。
2017年（平成29年）12月2日には、老朽化した鳥居を建て替え、落成式が行われている。

## 文化財
- 漲水御嶽と石垣 - 宮古島市史跡（1974年（昭和49年）8月29日指定）[5]
- 漲水石畳道 - 宮古島市史跡（1974年（昭和49年）8月29日指定）[5]